# Jo Jo White
Joseph Henry "Jo Jo" White (St. Louis, Misuri; 16 de noviembre de 1946-Boston, Massachusetts; 16 de enero de 2018) fue un baloncestista estadounidense que disputó doce temporadas en la NBA. Con 1,89 metros de altura, jugaba en la posición de base.

## Trayectoria deportiva

### Universidad
White jugó cuatro temporadas al baloncesto con los Jayhawks de la Universidad de Kansas antes de participar con su selección en los Juegos Olímpicos de México 1968, ganando la medalla de oro.

#### Estadísticas
| Año     | Equipo | PJ | PT | MPP | %TC  | %3P | %TL  | RPP | APP | ROB | TPP | PPP  |
| ------- | ------ | -- | -- | --- | ---- | --- | ---- | --- | --- | --- | --- | ---- |
| 1965–66 | Kansas | 9  | —  | —   | .393 | —   | .538 | 7.6 | —   | —   | —   | 11.3 |
| 1966–67 | Kansas | 27 | —  | —   | .409 |     | .819 | 5.6 | —   | —   | —   | 14.8 |
| 1967–68 | Kansas | 30 | —  | —   | .407 | —   | .722 | 3.6 | —   | —   | —   | 15.3 |
| 1968–69 | Kansas | 18 | —  | —   | .469 | —   | .734 | 4.7 | —   | —   | —   | 18.1 |
| Total   | Total  | 84 | —  | —   | .420 | —   | .733 | 4.9 | —   | —   | —   | 15.3 |

### Profesional
En el Draft de 1969 fue seleccionado en la novena posición por Boston Celtics, equipo que por entonces venía justamente de ganar once anillos en trece años. Sin embargo, antes de que White debutara con la verde de los Celtics, el legendario pívot Bill Russell anunciaba su retirada. White fue un jugador de baloncesto "iron-man", disputando los 82 partidos de la liga regular durante cinco campañas consecutivas en los años 70. White era un gran defensor, rápido y decente tirador, además de haber sido el líder de su equipo. 
En 1970 los Celtics finalizaron con balance negativo por primera vez desde 1951, firmando un 34-48. Pero con White liderando al equipo desde la posición de base, los Celtics regresaron rápidamente al camino de la victoria en 1971. White fue seleccionado para jugar el All-Star Game desde 1971 hasta 1977 y finalizó entre los diez mejores en asistencias por partido desde 1973 hasta 1977. En 1974 y 1976, White ayudó al equipo a ganar el campeonato de la NBA, siendo nombrado MVP de las Finales de 1976. Fue traspasado a Golden State Warriors en 1979, y en 1981 se retiró del baloncesto profesional. El 9 de abril de 1982, los Celtics retiraron su dorsal 10.
Quizás el mejor partido en la carrera de White fue el quinto encuentro entre los Celtics y Phoenix Suns de las Finales de la NBA de 1976, que se decidió en tres prórrogas con un White espectacular anotando 33 puntos y repartiendo 9 asistencias, liderando la victoria de Boston por 128-126. Jugando la friolera de 60 minutos, solo Garfield Heard, de los Suns, con 61 minutos, jugó más que él. Para muchos, este fue el mejor partido de la historia de la NBA.

## Vida personal
White era el pequeño de siete hermanos. 
Se casó dos veces, la primera con Estelle Bowser, y luego con Deborah White.
En 1985, se trasladó a Rochester (Nueva York), donde tuvo un par de restaurantes McDonald's, hasta principio de los 90.
En 2009, White y su mujer abrieron un restaurante, el JoJo's West, en Maynard (Massachusetts), el cual declaró en bancarrota y cerró en 2010, con acusaciones penales y litigios contra su socio del restaurante Chris Barnes.
Su hijo, llamado Brian J. White, es actor.
Falleció el 16 de enero de 2018, por complicaciones de su demencia, concretamente a consecuencia de una neumonía.

## Estadísticas de su carrera en la NBA
|  | Campeones de la NBA |
|  | Líder de la liga    |

### Temporada regular
| Año      | Equipo       | PJ  | PT | MPP  | %TC  | %3P  | %TL  | RPP | APP | ROB | TPP | PPP  |
| -------- | ------------ | --- | -- | ---- | ---- | ---- | ---- | --- | --- | --- | --- | ---- |
| 1969-70  | Boston       | 60  | –  | 22.1 | .452 | –    | .822 | 2.8 | 2.4 | –   | –   | 12.2 |
| 1970-71  | Boston       | 75  | –  | 37.2 | .464 | –    | .799 | 5.0 | 4.8 | –   | –   | 21.3 |
| 1971-72  | Boston       | 79  | –  | 41.3 | .431 | –    | .831 | 5.6 | 5.3 | –   | –   | 23.1 |
| 1972-73  | Boston       | 82  | –  | 39.6 | .431 | –    | .781 | 5.0 | 6.1 | –   | –   | 19.7 |
| 1973-74  | Boston       | 82  | –  | 39.5 | .449 | –    | .837 | 4.3 | 5.5 | 1.3 | .3  | 18.1 |
| 1974-75  | Boston       | 82  | –  | 39.3 | .457 | –    | .834 | 3.8 | 5.6 | 1.6 | .2  | 18.3 |
| 1975-76  | Boston       | 82  | –  | 39.7 | .449 | –    | .838 | 3.8 | 5.4 | 1.3 | .2  | 18.9 |
| 1976-77  | Boston       | 82  | –  | 40.6 | .429 | –    | .869 | 4.7 | 6.0 | 1.4 | .3  | 19.6 |
| 1977-78  | Boston       | 46  | –  | 35.7 | .419 | –    | .858 | 3.9 | 4.5 | 1.1 | .2  | 14.8 |
| 1978-79  | Boston       | 47  | –  | 31.0 | .428 | –    | .888 | 2.7 | 4.6 | 1.1 | .1  | 12.5 |
| 1978-79  | Golden State | 29  | –  | 30.4 | .475 | –    | .870 | 2.5 | 4.6 | .9  | .1  | 12.3 |
| 1979-80  | Golden State | 78  | –  | 26.3 | .476 | .167 | .851 | 2.3 | 3.1 | 1.1 | .2  | 9.9  |
| 1980-81  | Kansas City  | 13  | –  | 18.2 | .439 | –    | .611 | 1.6 | 2.8 | .8  | .1  | 6.4  |
| Total    | Total        | 837 | –  | 35.8 | .444 | .167 | .834 | 4.0 | 4.9 | 1.3 | .2  | 17.2 |
| All-Star | All-Star     | 7   | 0  | 17.7 | .483 | –    | .545 | 3.9 | 3.0 | .6  | .1  | 9.1  |

### Playoffs
| Año   | Equipo | PJ | PT | MPP  | %TC  | %3P | %TL  | RPP | APP | ROB | TPP | PPP  |
| ----- | ------ | -- | -- | ---- | ---- | --- | ---- | --- | --- | --- | --- | ---- |
| 1972  | Boston | 11 | –  | 39.3 | .495 | –   | .833 | 5.4 | 5.3 | –   | –   | 23.5 |
| 1973  | Boston | 13 | –  | 44.8 | .450 | –   | .907 | 4.2 | 6.4 | –   | –   | 24.5 |
| 1974  | Boston | 18 | –  | 42.5 | .426 | –   | .739 | 4.2 | 5.4 | .8  | .1  | 16.6 |
| 1975  | Boston | 11 | –  | 42.0 | .441 | –   | .818 | 4.5 | 5.7 | 1.0 | .4  | 20.6 |
| 1976  | Boston | 18 | –  | 43.9 | .445 | –   | .821 | 3.9 | 5.4 | 1.3 | .1  | 22.7 |
| 1977  | Boston | 9  | –  | 43.9 | .453 | –   | .848 | 4.3 | 5.8 | 1.6 | .0  | 23.3 |
| Total | Total  | 80 | –  | 42.9 | .449 | –   | .828 | 4.4 | 5.7 | 1.1 | .1  | 21.5 |

## Logros y reconocimientos
- Elegido en 7 ocasiones para el All-Star Game (1971–1977).
- 2 veces Campeón de la NBA (1974 y 1976).
- MVP de las Finales de la NBA de 1976.
- Elegido en el mejor quinteto de rookies en 1970.
- Elegido en 2 ocasiones en el segundo mejor equipo de la liga (1975, 1977).
- Miembro del Basketball Hall of Fame (2015).
- Su dorsal #10 fue retirado por los Boston Celtics.
- Su dorsal #15 fue retirado por los Kansas Jayhawks.
- Dos veces Consensus second-team All-American (1968, 1969).